# Golden Globe per la migliore sceneggiatura
Il Golden Globe per la migliore sceneggiatura viene assegnato al miglior sceneggiatore o sceneggiatori di un film dalla HFPA (Hollywood Foreign Press Association). È stato assegnato per la prima volta nel 1948.

## Vincitori e candidati
L'elenco mostra il vincitore di ogni anno, seguito dagli sceneggiatori che hanno ricevuto una candidatura. Per ogni sceneggiatore viene indicato il film che gli ha valso la candidatura (titolo italiano e titolo originale tra parentesi).

### 1940
- 1948
  - George Seaton - Miracolo nella 34ª strada (Miracle on 34th Street)
- 1949
  - Richard Schweizer e David Wechsler - Odissea tragica (The Search)
- 1950
  - Robert Pirosh - Bastogne (Battleground)
  - Walter Doniger - La corda di sabbia (Rope of Sand)

### 1950
- 1951
  - Joseph L. Mankiewicz - Eva contro Eva (All about Eve)
  - Ben Maddow e John Huston - Giungla d'asfalto (The Asphalt Jungle)
  - Charles Brackett, Billy Wilder e D. M. Marshman Jr. - Viale del tramonto (Sunset Blvd.)
- 1952
  - Robert Buckner - Vittoria sulle tenebre (Bright Victory)
- 1953
  - Michael Wilson - Operazione Cicero (Five Fingers)
  - Carl Foreman - Mezzogiorno di fuoco (High Noon)
  - Clarence Greene e Russell Rouse - La spia (The Thief)
- 1955
  - Billy Wilder, Samuel A. Taylor e Ernest Lehman - Sabrina (Sabrina)

### 1960
- 1966
  - Robert Bolt - Il dottor Zivago (Doctor Zhivago)
  - Philip Dunne[1] - Il tormento e l'estasi (The Agony and the Ecstasy)
  - Stanley Mann e John Kohn - Il collezionista (The Collector)
  - Guy Green - Incontro al Central Park (A Patch of Blue)
  - Stirling Silliphant - La vita corre sul filo (The Slender Thread)

1. ↑  in un primo momento, per errore, era stata annunciata la nomination a John Melson, Milton Sperling e Philip Yordan per la sceneggiatura di La battaglia dei giganti (Battle of the Bulge)

- 1967
  - Robert Bolt - Un uomo per tutte le stagioni (A Man for All Seasons)
  - Bill Naughton - Alfie (Alfie)
  - William Rose - Arrivano i russi, arrivano i russi (The Russians Are Coming The Russians Are Coming)
  - Robert Anderson - Quelli della San Pablo (The Sand Pebbles)
  - Ernest Lehman - Chi ha paura di Virginia Woolf? (Who's Afraid of Virginia Woolf?)
- 1968
  - Stirling Silliphant - La calda notte dell'ispettore Tibbs (In the Heat of the Night)
  - David Newman e Robert Benton - Gangster Story (Bonnie and Clyde)
  - Lewis John Carlino e Howard Koch - La volpe (The Fox)
  - Calder Willingham e Buck Henry - Il laureato (The Graduate)
  - William Rose - Indovina chi viene a cena? (Guess Who's Coming to Dinner)
- 1969
  - Stirling Silliphant - I due mondi di Charly (Charly)
  - Dalton Trumbo - L'uomo di Kiev (The Fixer)
  - James Goldman - Il leone d'inverno (The Lion in Winter)
  - Mel Brooks - Per favore, non toccate le vecchiette (The Producers)
  - Roman Polański - Rosemary's Baby - Nastro rosso a New York (Rosemary's Baby)

### 1970
- 1970
  - John Hale, Bridget Boland e Richard Sokolove - Anna dei mille giorni (Anne of the Thousand Days)
  - William Goldman - Butch Cassidy (Butch Cassidy and the Sundance Kid)
  - David Shaw- Se è martedì deve essere il Belgio (If It's Tuesday, This Must Be Belgium)
  - John Mortimer - John e Mary (John and Mary)
  - Waldo Salt - Un uomo da marciapiede (Midnight Cowboy)
- 1971
  - Erich Segal - Love Story (Love Story)
  - Bob Rafelson e Adrien Joyce - Cinque pezzi facili (Five Easy Pieces)
  - John Cassavetes - Mariti (Husbands)
  - Ring Lardner Jr. - M*A*S*H (M*A*S*H)
  - Leslie Bricusse - La più bella storia di Dickens (Scrooge)
- 1972
  - Paddy Chayefsky - Anche i dottori ce l'hanno (The Hospital)
  - Ernest Tidyman - Il braccio violento della legge (The French Connection)
  - Andy Lewis e Dave Lewis - Una squillo per l'ispettore Klute (Klute)
  - John Paxton - Vedovo aitante, bisognoso affetto offresi anche babysitter (Kotch)
  - John Hal - Maria Stuarda Regina di Scozia (Mary, Queen of Scots)
- 1973
  - Mario Puzo e Francis Ford Coppola - Il padrino (The Godfather)
  - I.A.L. Diamond e Billy Wilder - Che cosa è successo tra mio padre e tua madre? (Avanti!)
  - Jay Presson Allen - Cabaret (Cabaret)
  - James Dickey - Un tranquillo weekend di paura (Deliverance)
  - Anthony Shaffer - Frenzy (Frenzy)
  - Neil Simon - Il rompicuori (The Heartbreak Kid)
- 1974
  - William Peter Blatty - L'esorcista (The Exorcist)
  - Darryl Ponicsan - Un grande amore da 50 dollari (Cinderella Liberty)
  - Kenneth Ross - Il giorno dello sciacallo (The Day of the Jackal)
  - David S. Ward - La stangata (The Sting)
  - Melvin Frank e Jack Rose - Un tocco di classe (A Touch of Class)
- 1975
  - Robert Towne - Chinatown (Chinatown)
  - Francis Ford Coppola - La conversazione (The Conversation)
  - Francis Ford Coppola e Mario Puzo - Il padrino - Parte II (The Godfather: Part II)
  - Stirling Silliphant - L'inferno di cristallo (The Towering Inferno)
  - John Cassavetes - Una moglie (A Woman Under the Influence)
- 1976
  - Lawrence Hauben e Bo Goldman - Qualcuno volò sul nido del cuculo (One Flew over the Cuckoo's Nest)
  - Frank Pierson - Quel pomeriggio di un giorno da cani (Dog Day Afternoon)
  - Peter Benchley e Carl Gottlieb - Lo squalo (Jaws)
  - Joan Tewkesbury - Nashville (Nashville)
  - Neil Simon - I ragazzi irresistibili (The Sunshine Boys)
- 1977
  - Paddy Chayefsky - Quinto potere (Network)
  - William Goldman - Tutti gli uomini del Presidente (All the President's Men)
  - William Goldman - Il maratoneta (Marathon Man)
  - Sylvester Stallone - Rocky (Rocky)
  - Paul Schrader - Taxi Driver (Taxi Driver)
  - Steve Shagan e David Butler - La nave dei dannati (Voyage of the Damned)
- 1978
  - Neil Simon - Goodbye amore mio! (The Goodbye Girl)
  - Woody Allen e Marshall Brickman - Io e Annie (Annie Hall)
  - Steven Spielberg - Incontri ravvicinati del terzo tipo (Close Encounters of the Third Kind)
  - Alvin Sargent - Giulia (Julia)
  - Arthur Laurents - Due vite, una svolta (The Turning Point)
- 1979
  - Oliver Stone - Fuga di mezzanotte (Midnight Express)
  - Nancy Dowd, Waldo Salt e Robert C. Jones - Tornando a casa (Coming Home)
  - Deric Washburn - Il cacciatore (The Deer Hunter)
  - Colin Higgins - Gioco sleale (Foul Play)
  - Woody Allen - Interiors (Interiors)
  - Paul Mazursky - Una donna tutta sola (An Unmarried Woman)

### 1980
- 1980
  - Robert Benton - Kramer contro Kramer (Kramer vs. Kramer)
  - Jerzy Kosinski - Oltre il giardino (Being There)
  - Steve Tesich - All American Boys (Breaking Away)
  - Mike Gray, T.S. Cook e James Bridges - Sindrome cinese (The China Syndrome)
  - Irving Ravetch e Harriet Frank Jr. - Norma Rae (Norma Rae)
- 1981
  - William Peter Blatty - La nona configurazione (The Ninth Configuration)
  - Christopher DeVore, Eric Bergren e David Lynch - The Elephant Man (The Elephant Man)
  - Alvin Sargent - Gente comune (Ordinary People)
  - Paul Schrader e Mardik Martin - Toro scatenato (Raging Bull)
  - Lawrence B. Marcus e Richard Rush - Professione pericolo (The Stunt Man)
- 1982
  - Ernest Thompson - Sul lago dorato (On Golden Pond)
  - Kurt Luedtke - Diritto di cronaca (Absence of Malice)
  - Alan Alda - Le quattro stagioni (The Four Seasons)
  - Harold Pinter - La donna del tenente francese (The French Lieutenant's Woman)
  - Warren Beatty e Trevor Griffiths - Reds (Reds)
- 1983
  - John Briley - Gandhi (Gandhi)
  - Melissa Mathison - E.T. l'extra-terrestre (E.T. the Extra-Terrestrial)
  - Costa-Gavras e Donald Stewart - Missing - Scomparso (Missing)
  - Murray Schisgal, Don McGuire e Larry Gelbart - Tootsie (Tootsie)
  - David Mamet - Il verdetto (The Verdict)
- 1984
  - James L. Brooks - Voglia di tenerezza (Terms of Endearment)
  - Lawrence Kasdan e Barbara Benedek - Il grande freddo (The Big Chill)
  - Ronald Harwood - Il servo di scena (The Dresser)
  - Willy Russell - Rita, Rita, Rita (Educating Rita)
  - Julius J. Epstein - Reuben, Reuben (Reuben, Reuben)
- 1985
  - Peter Shaffer - Amadeus (Amadeus)
  - Bruce Robinson - Urla del silenzio (The Killing Fields)
  - David Lean - Passaggio in India (A Passage to India)
  - Robert Benton - Le stagioni del cuore (Places in the Heart)
  - Charles Fuller - Storia di un soldato (A Soldier's Story)
- 1986
  - Woody Allen - La rosa purpurea del Cairo (The Purple Rose of Cairo)
  - Robert Zemeckis e Bob Gale - Ritorno al futuro (Back to the future)
  - Kurt Luedtke - La mia Africa (Out of Africa)
  - Janet Roach e Richard Condon - L'onore dei Prizzi (Prizzi's Honor)
  - William Kelley e Earl W. Wallace - Witness - Il testimone (Witness)
- 1987
  - Robert Bolt - Mission (The Mission)
  - David Lynch - Velluto blu (Blue Velvet)
  - Woody Allen - Hannah e le sue sorelle (Hannah and Her Sisters)
  - Neil Jordan e David Leland - Mona Lisa (Mona Lisa)
  - Oliver Stone - Platoon (Platoon)
- 1988
  - Mark Peploe e Bernardo Bertolucci - L'ultimo imperatore (The Last Emperor)
  - James L. Brooks - Dentro la notizia - Broadcast News (Broadcast News)
  - John Boorman - Anni '40 (Hope and Glory)
  - David Mamet - La casa dei giochi (House of Games)
  - John Patrick Shanley - Stregata dalla luna (Moonstruck)
- 1989
  - Naomi Foner - Vivere in fuga (Running on Empty)
  - Robert Caswell e Fred Schepisi - Un grido nella notte (A Cry in the Dark)
  - Chris Gerolmo - Mississippi Burning - Le radici dell'odio (Mississippi Burning)
  - Ronald Bass e Barry Morrow - Rain man - L'uomo della pioggia (Rain Man)
  - Kevin Wade - Una donna in carriera (Working Girl)

### 1990
- 1990
  - Oliver Stone e Ron Kovic - Nato il quattro luglio (Born on the Fourth of July)
  - Tom Schulman - L'attimo fuggente (Dead Poets Society)
  - Spike Lee - Fa' la cosa giusta (Do the Right Thing)
  - Kevin Jarre - Glory - Uomini di gloria (Glory)
  - Steven Soderbergh - Sesso, bugie e videotape (Sex, Lies, and Videotape)
  - Nora Ephron - Harry, ti presento Sally... (When Harry Met Sally…)
- 1991
  - Michael Blake - Balla coi lupi (Dances with Wolves)
  - Barry Levinson - Avalon (Avalon)
  - Francis Ford Coppola e Mario Puzo - Il padrino - Parte III (The Godfather: Part III)
  - Nicholas Pileggi e Martin Scorsese - Quei bravi ragazzi (Goodfellas)
  - Nicholas Kazan - Il mistero Von Bulow (Reversal of Fortune)
- 1992
  - Callie Khouri - Thelma & Louise (Thelma & Louise)
  - James Toback - Bugsy (Bugsy)
  - Lawrence Kasdan e Meg Kasdan - Grand Canyon - Il cuore della città (Grand Canyon)
  - Oliver Stone e Zachary Sklar - JFK - Un caso ancora aperto (JFK)
  - Ted Tally - Il silenzio degli innocenti (The Silence of the Lambs)
- 1993
  - Bo Goldman - Scent of a Woman - Profumo di donna (Scent of a Woman)
  - Aaron Sorkin - Codice d'onore (A Few Good Men)
  - Ruth Prawer Jhabvala - Casa Howard (Howards End)
  - Michael Tolkin - I protagonisti (The Player)
  - David Webb Peoples - Gli spietati (Unforgiven)
- 1994
  - Steven Zaillian - Schindler's List - La lista di Schindler (Schindler's List)
  - Ron Nyswaner - Philadelphia (Philadelphia)
  - Jane Campion - Lezioni di piano (The Piano)
  - Ruth Prawer Jhabvala - Quel che resta del giorno (The Remains of the Day)
  - Robert Altman e Frank Barhydt - America oggi (Short Cuts)
- 1995
  - Quentin Tarantino e Roger Avary - Pulp Fiction (Pulp Fiction)
  - Eric Roth - Forrest Gump (Forrest Gump)
  - Richard Curtis - Quattro matrimoni e un funerale (Four Weddings and a Funeral)
  - Paul Attanasio - Quiz Show (Quiz Show)
  - Frank Darabont - Le ali della libertà (The Shawshank Redemption)
- 1996
  - Emma Thompson - Ragione e sentimento (Sense and Sensibility)
  - Aaron Sorkin - Il presidente - Una storia d'amore (The American President)
  - Randall Wallace - Braveheart - Cuore impavido (Braveheart)
  - Tim Robbins - Dead Man Walking - Condannato a morte (Dead Man Walking)
  - Scott Frank - Get Shorty (Get Shorty)
  - Patrick Sheane Duncan - Goodbye Mr. Holland (Mr. Holland's Opus)
- 1997
  - Scott Alexander e Larry Karaszewski - Larry Flynt - Oltre lo scandalo (The People vs. Larry Flynt)
  - Anthony Minghella - Il paziente inglese (The English Patient)
  - Joel Coen e Ethan Coen - Fargo (Fargo)
  - John Sayles - Stella solitaria (Lone Star)
  - Jan Sardi e Scott Hicks - Shine (Shine)
- 1998
  - Ben Affleck e Matt Damon - Will Hunting - Genio ribelle (Good Will Hunting)
  - Mark Andrus e James L. Brooks - Qualcosa è cambiato (As Good as It Gets)
  - Brian Helgeland e Curtis Hanson - L.A. Confidential (L.A. Confidential)
  - James Cameron - Titanic (Titanic)
  - Hilary Henkin e David Mamet - Sesso & Potere (Wag the Dog)
- 1999
  - Marc Norman e Tom Stoppard - Shakespeare in Love (Shakespeare in Love)
  - Warren Beatty e Jeremy Pikser - Bulworth - Il senatore (Bulworth)
  - Todd Solondz - Happiness - Felicità (Happiness)
  - Robert Rodat - Salvate il soldato Ryan (Saving Private Ryan)
  - Andrew Niccol - The Truman Show (The Truman Show)

### 2000
- 2000
  - Alan Ball - American Beauty (American Beauty)
  - Charlie Kaufman - Essere John Malkovich (Being John Malkovich)
  - John Irving - Le regole della casa del sidro (The Cider House Rules)
  - Eric Roth e Michael Mann - Insider - Dietro la verità (The Insider)
  - M. Night Shyamalan - Il sesto senso (The Sixth Sense)
- 2001
  - Stephen Gaghan - Traffic (Traffic)
  - Cameron Crowe - Quasi famosi (Almost Famous)
  - Doug Wright - Quills - La penna dello scandalo (Quills)
  - Steve Kloves - Wonder Boys (Wonder Boys)
  - Kenneth Lonergan - Conta su di me (You Can Count on Me)
- 2002
  - Akiva Goldsman - A Beautiful Mind (A Beautiful Mind)
  - Julian Fellowes - Gosford Park (Gosford Park)
  - Joel Coen e Ethan Coen - L'uomo che non c'era (The Man Who Wasn't There)
  - Christopher Nolan - Memento (Memento)
  - David Lynch - Mulholland Drive (Mulholland Dr.)
- 2003
  - Alexander Payne e Jim Taylor - A proposito di Schmidt (About Schmidt)
  - Charlie Kaufman e Donald Kaufman - Il ladro di orchidee (Adaptation.)
  - Bill Condon - Chicago (Chicago)
  - Todd Haynes - Lontano dal paradiso (Far from Heaven)
  - David Hare - The Hours (The Hours)
- 2004
  - Sofia Coppola - Lost in Translation - L'amore tradotto (Lost in Translation)
  - Anthony Minghella - Ritorno a Cold Mountain (Cold Mountain)
  - Jim Sheridan, Naomi Sheridan e Kirsten Sheridan - In America - Il sogno che non c'era (In America)
  - Richard Curtis - Love Actually - L'amore davvero (Love Actually)
  - Brian Helgeland - Mystic River (Mystic River)
- 2005
  - Alexander Payne e Jim Taylor - Sideways - In viaggio con Jack (Sideways)
  - Patrick Marber - Closer (Closer)
  - Charlie Kaufman - Se mi lasci ti cancello (Eternal Sunshine of the Spotless Mind)
  - David Magee - Neverland - Un sogno per la vita (Finding Neverland)
  - John Logan - The Aviator (The Aviator)
- 2006
  - Larry McMurtry e Diana Ossana - I segreti di Brokeback Mountain (Brokeback Mountain)
  - Woody Allen - Match Point (Match Point)
  - George Clooney e Grant Heslov - Good Night, and Good Luck (Good Night, and Good Luck)
  - Paul Haggis e Bobby Moresco - Crash - Contatto fisico (Crash)
  - Tony Kushner e Eric Roth - Munich (Munich)
- 2007
  - Peter Morgan - The Queen - La regina (The Queen)
  - Guillermo Arriaga - Babel (Babel)
  - William Monahan - The Departed (The Departed)
  - Todd Field e Tom Perrotta - Little Children (Little Children )
  - Patrick Marber - Diario di uno scandalo (Notes on a Scandal)
- 2008
  - Ethan Coen e Joel Coen - Non è un paese per vecchi (No Country For Old Men)
  - Christopher Hampton - Espiazione (Atonement)
  - Aaron Sorkin - La guerra di Charlie Wilson (Charlie Wilson's War)
  - Ronald Harwood - Lo scafandro e la farfalla (Le scaphandre et le papillon)
  - Diablo Cody - Juno (Juno)
- 2009
  - Simon Beaufoy - The Millionaire (Slumdog Millionaire)
  - David Hare - The Reader - A voce alta (The Reader)
  - Peter Morgan - Frost/Nixon - Il duello (Frost/Nixon)
  - Eric Roth - Il curioso caso di Benjamin Button (The Curious Case of Benjamin Button)
  - John Patrick Shanley - Il dubbio (Doubt)

### 2010
- 2010
  - Jason Reitman e Sheldon Turner - Tra le nuvole (Up in the Air)
  - Neill Blomkamp e Terri Tatchell - District 9
  - Mark Boal - The Hurt Locker
  - Nancy Meyers - È complicato (It's Complicated)
  - Quentin Tarantino - Bastardi senza gloria (Inglourious Basterds)
- 2011
  - Aaron Sorkin - The Social Network
  - Simon Beaufoy e Danny Boyle - 127 ore (127 hours)
  - Christopher Nolan - Inception
  - Stuart Blumberg e Lisa Cholodenko - I ragazzi stanno bene (The Kids Are All Right)
  - David Seidler - Il discorso del re (The King's Speech)
- 2012
  - Woody Allen - Midnight in Paris
  - Steven Zaillian, Aaron Sorkin e Stan Chervin - L'arte di vincere (Moneyball)
  - Michel Hazanavicius - The Artist
  - George Clooney, Grant Heslov e Beau Willimon - Le idi di marzo (The Ides of March)
  - Alexander Payne, Nat Faxon e Jim Rash - Paradiso amaro (The Descendants)
- 2013
  - Quentin Tarantino - Django Unchained
  - Mark Boal - Zero Dark Thirty
  - Tony Kushner - Lincoln
  - David O. Russell - Il lato positivo - Silver Linings Playbook (Silver Linings Playbook)
  - Chris Terrio - Argo
- 2014
  - Spike Jonze - Lei (Her)
  - Bob Nelson - Nebraska
  - Jeff Pope, Steve Coogan - Philomena
  - John Ridley - 12 anni schiavo (12 Years a Slave)
  - Eric Warren Singer, David O. Russell - American Hustle - L'apparenza inganna (American Hustle)
- 2015
  - Alejandro González Iñárritu, Nicolás Giacobone, Alexander Dinelaris, Armando Bo - Birdman
  - Wes Anderson - Grand Budapest Hotel (The Grand Budapest Hotel)
  - Gillian Flynn - L'amore bugiardo - Gone Girl (Gone Girl)
  - Richard Linklater - Boyhood
  - Graham Moore - The Imitation Game
- 2016
  - Aaron Sorkin - Steve Jobs
  - Emma Donoghue - Room
  - Tom McCarthy, Josh Singer - Il caso Spotlight (Spotlight)
  - Charles Randolph e Adam McKay - La grande scommessa (The Big Short)
  - Quentin Tarantino - The Hateful Eight
- 2017
  - Damien Chazelle - La La Land
  - Tom Ford - Animali notturni (Nocturnal Animals)
  - Barry Jenkins - Moonlight
  - Kenneth Lonergan - Manchester by the Sea
  - Taylor Sheridan - Hell or High Water
- 2018
  - Martin McDonagh - Tre manifesti a Ebbing, Missouri (Three Billboards Outside Ebbing, Missouri)
  - Guillermo del Toro e Vanessa Taylor - La forma dell'acqua - The Shape of Water (The Shape of Water)
  - Greta Gerwig - Lady Bird
  - Liz Hannah e Josh Singer - The Post
  - Aaron Sorkin - Molly's Game
- 2019
  - Brian Hayes, Peter Farrelly e Nick Vallelonga - Green Book
  - Alfonso Cuarón - Roma
  - Deborah Davis e Tony McNamara - La favorita (The Favourite)
  - Barry Jenkins - Se la strada potesse parlare (If Beale Street Could Talk)
  - Adam McKay - Vice - L'uomo nell'ombra (Vice)

### 2020
- 2020
  - Quentin Tarantino - C'era una volta a... Hollywood (Once Upon a Time... in Hollywood)
  - Noah Baumbach - Storia di un matrimonio (Marriage Story)
  - Bong Joon-ho e Han Jin-won - Parasite (Gisaenchung)
  - Anthony McCarten - I due papi (The Two Popes)
  - Steven Zaillian - The Irishman
- 2021
  - Aaron Sorkin - Il processo ai Chicago 7 (The Trial of the Chicago 7)
  - Emerald Fennell - Una donna promettente (A Promising Young Woman)
  - Jack Fincher - Mank
  - Florian Zeller e Christopher Hampton - The Father
  - Chloé Zhao - Nomadland
- 2022
  - Kenneth Branagh - Belfast
  - Paul Thomas Anderson - Licorice Pizza
  - Jane Campion - Il potere del cane (The Power of the Dog)
  - Adam McKay - Don't Look Up
  - Aaron Sorkin - A proposito dei Ricardo (Being the Ricardos)
- 2023
  - Martin McDonagh - Gli spiriti dell'isola (The Banshees of Inisherin)
  - Todd Field - Tár
  - Daniel Kwan e Daniel Scheinert - Everything Everywhere All At Once
  - Sarah Polley - Women Talking - Il diritto di scegliere (Women Talking)
  - Steven Spielberg e Tony Kushner - The Fabelmans
- 2024
  - Justine Triet e Arthur Harari – Anatomia di una caduta (Anatomie d'une chute)
  - Greta Gerwig e Noah Baumbach – Barbie
  - Tony McNamara – Povere creature! (Poor Things)
  - Christopher Nolan – Oppenheimer
  - Eric Roth e Martin Scorsese – Killers of the Flower Moon
  - Celine Song – Past Lives
- 2025
  - Peter Straughan – Conclave
  - Jacques Audiard – Emilia Pérez
  - Sean Baker – Anora
  - Brady Corbet e Mona Fastvold – The Brutalist
  - Jesse Eisenberg – A Real Pain
  - Coralie Fargeat – The Substance